# Fran Marder
Fran Marder é o primeiro álbum de estúdio da banda sueca de black metal, Arckanum. A letra de Bærghet é um poema de Sataros, irmão do único integrante da banda, cujo título original era "De Glömda".

## Faixas
1. Pans Lughn / Hvila Pa Tronan Min - 05:42
2. Þe Alder Hærskanðe Væsenðe Natur - 03:15
3. Svinna - 04:24
4. Kununger Af Þæn Diupeste Natur - 07:41
5. Gava Fran Trulen - 05:26
6. Fran Marder - 03:47
7. Bærghet - 04:46
8. Trulmælder - 06:38
9. Kolin Væruld / Ener Stilla Sior Af Droten Min - 07:47